# King of the Night Time World
"King of the Night Time World" är en låt av KISS från deras fjärde studioalbum, Destroyer (1976). Låten är skriven av Paul Stanley, Bob Ezrin, Kim Fowley och Mark Anthony.
Detta var ännu en svår utamning Bob Ezrin gav bandet. Särskilt svårt var det för Peter Criss då han skulle spela en helt annan takt. För att rädda detta försökte bandet att göra Criss trumspel så enkelt som möjligt. "King of the Night Time World" var från början en låt av Kim Fowley och Mark Anthony (gitarrist och sångare i "Hollywood Stars"). Låten tog sig via Bob Ezrin in till inspelningarna då Ezrin hade bra kontakt med Fowley genom Alice Cooper.
Gene Simmons och Paul Stanley tyckte att låten passade KISS sound perfekt och därför kom den med. Även om Kim Fowley och Mark Anthony gjorde grovjobbet med låten är ändå Stanley och Ezrin krediterade för låten. Paul använde sin dubbelhalsade 1967 Les Paul till inspelning av låten för att få ett extra bra sound till låten.
"King of the Night Time World" spelades live 1976-1979 och en gång på Asylum Tour i Baltimore, Maryland den 10 april 1986 med undantag av Europa-turnén 1976 och Love Gun Tour. Den var tillbaka 1993 till den 24 april 1999. Låten spelas dock flitigt nu på senare dagar och har både använts som konsertöppnare och extranummer.